# 柯林斯級潛艇

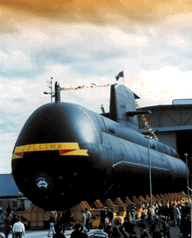
1993年首艦下水

柯林斯級（英語：Collins Class）是澳洲皇家海軍最新銳潛艦，也是全球現役體積第五大的柴電潛艦，按噸位計算則是第二大。體積僅次於中国的032級、日本的大鯨級、蒼龍級和親潮級，已經逼近核子潛艦的大小。共計有六艘Collins (SSG 73)、Farncomb (SSG 74)、Waller (SSG 75)、Dechaineux (SSG 76)、Sheean (SSG 77)、Rankin (SSG 78)，都駐紮在西澳的司特靈基地（Stirling），由澳洲潛艦公司在南澳阿德莱德附近的的Osborne廠建造。柯林斯級是取代奧伯隆級潛艇的後繼者。

## 設計與建造
設計過程採用了相當多瑞典Kockums級的電腦補助設計和科技方面經驗，首艦的龍骨和逃生出口段艦體，都是在瑞典建造。柯林斯級是瑞典第五代柴電潛艦技術的巔峰造極之作。柯林斯還設計有近海監控能力，以適應21世紀區域衝突的戰爭。

### 電子系統
- Thales（台利斯）水下電報系統GEC
- Thomson 無線電天線陣列
- Allied Signal TB 23傳輸器
- Kelvin Hughes I-band 導航雷達
- Thales CK043 光學搜索器和CH093 攻擊用潛望鏡

## 爭議
- 設計問題：建造過程和設計過程都有延誤，肇因於初期的設計階段落後和澳洲船廠的經驗不足。因為這是首艘完全在澳洲建造的潛艦，在12年的設計過程中原本設計的先進電腦系統已經變成過時品，更換電腦設計造成重大問題和成本上升，使澳洲國防部和政府都很頭痛。雖然有事先定價的合約，但後續追加的升級專案使預算變成60億澳幣以上，比1987年計畫開始時規劃的39億高出許多。[1].首艦柯林斯號在1996服役但是第二艘卻延遲18個月。問題和延誤層出不窮，以政府雄心壯志的想在澳洲建立大規模潛艦造船能力的規模來看，出一些問題並不稀奇，然而問題實在太多也太嚴重，這些問題透過BHP公司執行長John Prescott和國家科學委員會的披露一直出現在主流媒體上。
- 艦體材質問題：McIntosh-Prescott報最初登載了許多柯林斯級的問題，因為問題實在太多使得柯林斯作戰能力都有問題：「本質和外表上的問題導致柯林斯根本不能在作戰環境下操作，主因就是多種設計缺陷和操作限制使其不能相容作戰系統。」[2]報導指出潛艦的噪音太大使得易受攻擊，管路問題會產生危險，引擎常常停機，外殼在水下快速潛航時有鬆動，螺旋槳也可能爆裂。[2]。尤其是管路問題特別嚴重，遍佈艦身的不鏽鋼管卻可能生鏽和坍陷，1963年美國的USS Thresher 號就曾因同樣問題在海裡失蹤。
- 配備問題：國家科學委員會的報告指出潛望鏡看出去是模糊的，通訊系統也很舊。
- 艇內管線問題：1998年澳洲Auditor-General's報報導，更改撤換所有管線的經費是由政府負擔而非造船廠老闆，澳洲海軍在稍後證實了首艘柯林斯號的確更換了管線。[3]海軍之後不久也決定更換其他五艘的管線。
- 電腦問題：電腦系統同樣有麻煩而不能完全運作，.[4]. McIntosh-Prescott 報導：柯林斯十億元的作戰電腦系統不能運作，好比廢鐵。[5]海軍最後在2005年決定換掉全部六艘船作戰系統，外部採購雷神公司的系統。[6]
- 引擎問題：柴油引擎最初常故障且噪音大，不適合潛艦的匿蹤特性，後來在美國海軍幫助下此問題才解決。[7]

### 次世代潛艦
2016年，澳洲決定放棄自製下一代潛艦，改為從國外引進成熟技術。2016年4月，法國海軍集團攻擊級潛艦得標。她是蘇弗朗級潛艦的常規動力版。
2021年，澳洲單方面中止與法國合作。與美英兩國建立AUKUS聯盟，前者提供核技術，協助澳洲皇家海軍建造核潛艦。

## 服役過程

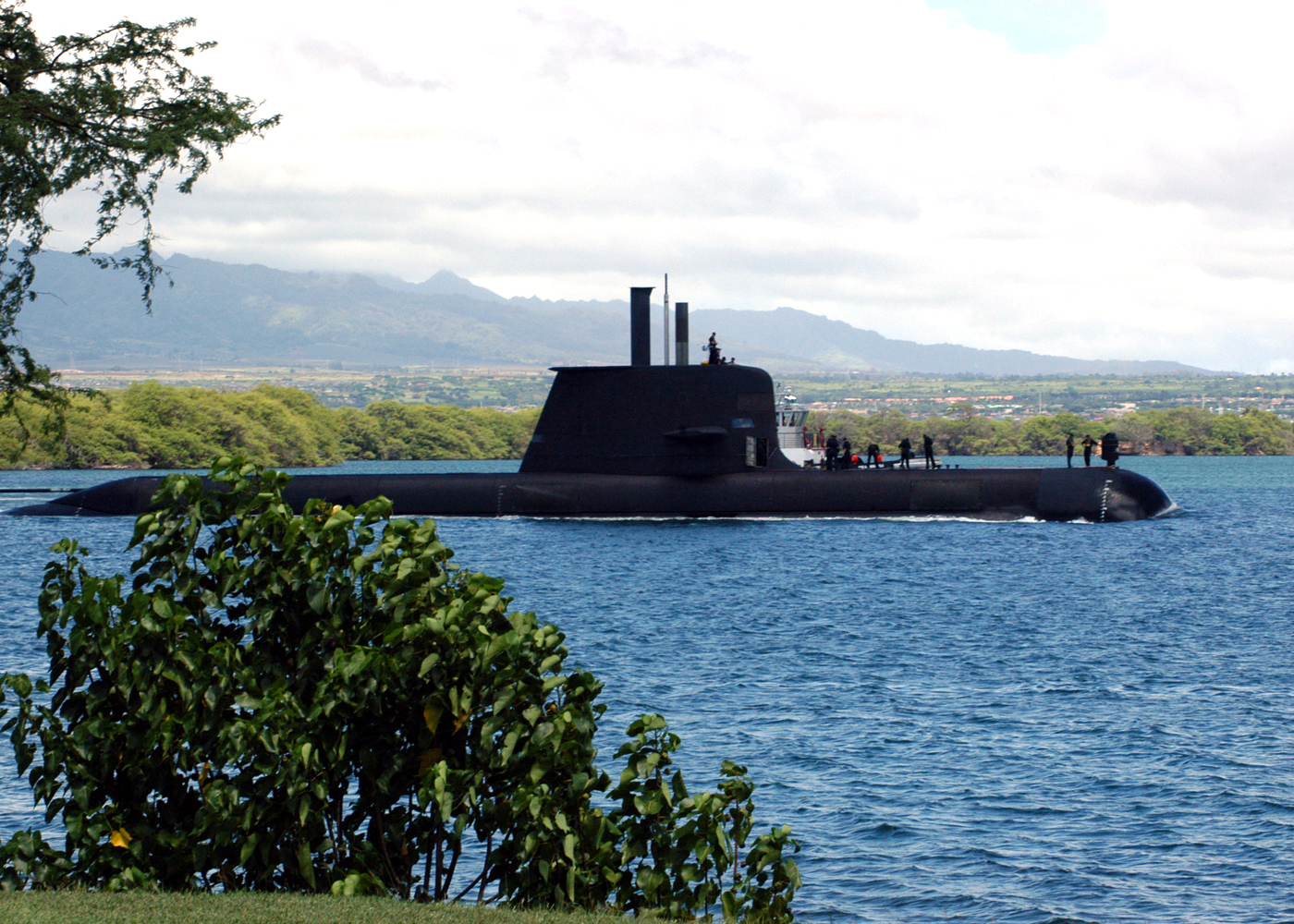
柯林斯級Rankin號

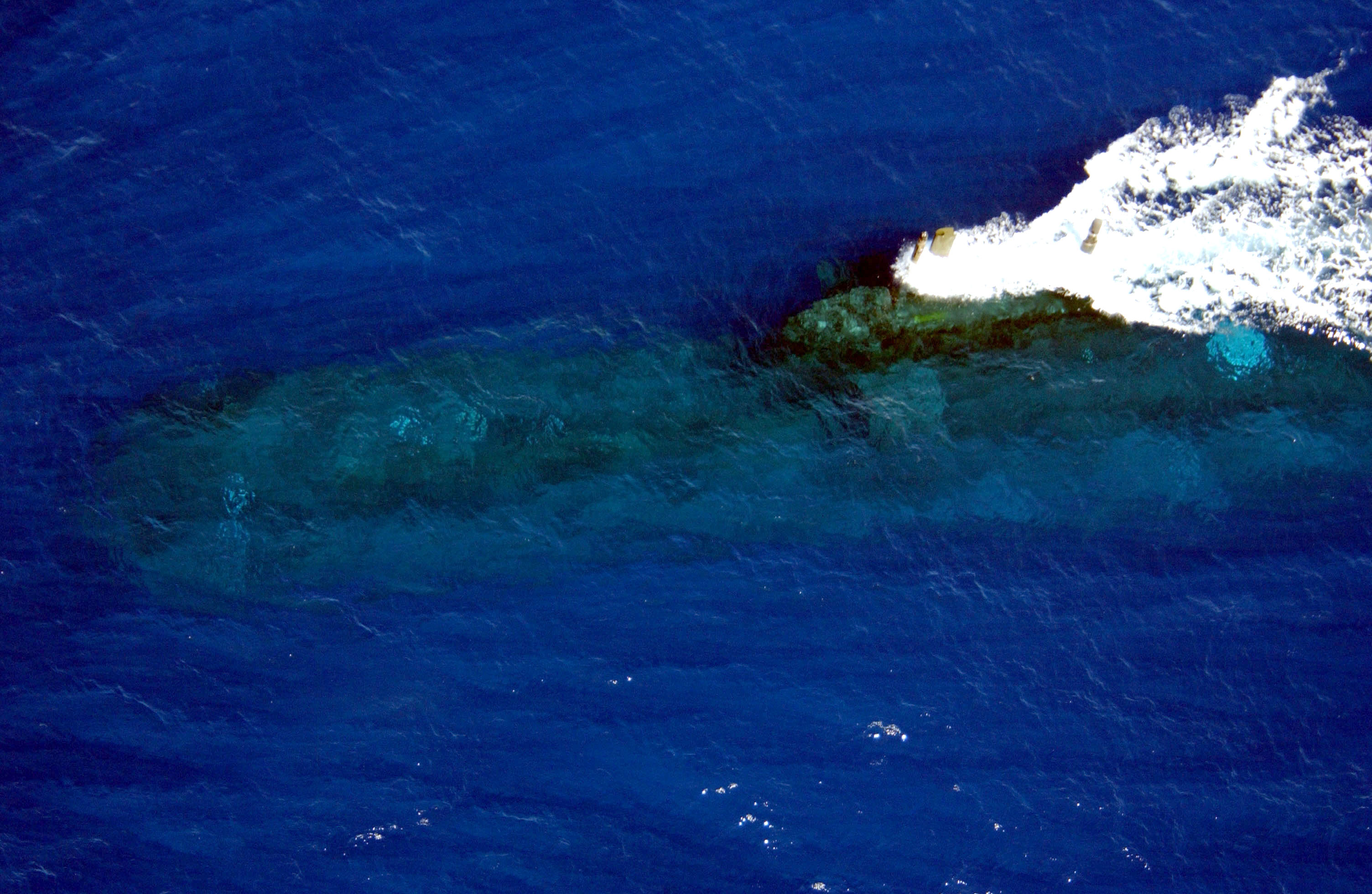
潛望鏡深度狀態

2002年Sheean號和美國洛杉磯級USS Olympia (SSN-717)號在夏威夷進行一週的嚴格實戰演習，雙方各自扮演攻守兩種角色，並且幾乎打成平手。柯林斯級騙過了洛杉磯級和兩艘美國驅逐艦，期間總共發射28枚魚雷。澳洲海軍的內部刊物寫到「柯林斯級在和美國最先進潛艦的對戰中取得傲人成績」之後在RIMPAC 02演習中Sheean號又俐落的擊沉美國兩棲登陸艦USS Tarawa和港中的USS Rushmore。
然而一年後，澳洲廣播公司報導「最新兩艘柯林斯級的艦首出現接縫焊接問題」，前澳洲國防部長John Moore 回答「這問題應該是與焊接有關，但我相信只要投入足夠金錢和撤換足夠的焊接點，還是能恢復耐用度。」更多問題接踵而來，2005年Dechaineux號在最大深度潛航時海水湧進引擎室，幾乎導致沉船。政府主張此問題現在已經解決。
詹氏年鑑和澳洲潛艇公司年鑑都記載目前柯林斯已經可以支援特種作戰，澳洲防衛雜誌預期柯林斯級能服役30年，且每年六艘維持費10億澳幣以下。

## 動力系統
動力主機是一具Jeaumont Schneider 5.4兆瓦柴電動機組，單軸七葉4.22m螺旋槳。電池是太平洋海軍電池公司；阿德雷得廠生產的鉛酸電池，發電是靠三具Hedemora 18汽缸四衝程渦輪增壓柴油引擎帶動三具Jeaumont Schneider的發電機。

## 武器系統
前端配有六具533mm魚雷口，使用Mark 48 型線導主被動尋標魚雷，有267公斤炸藥彈頭，55節時射程38公里，40節時射程50公里。還能發射波音公司魚叉飛彈，共計可搭載22枚飛彈（或魚雷），44枚水雷。
2005年柯林斯獲得8億5千7百萬澳幣的性能升級專案，安裝了美國現役的最先進潛艦作戰系統，武器控制系統也改為美國雷神公司AN/BYG-1武控系統，和美軍最新維吉尼亞級用的一樣。
AN/BYG-1是CCS Mk 2作戰系統的延伸型，使柯林斯能夠發射新的Mark 48 ADCAP魚雷（也是雷神產品），全部六艘升級在2006年完成。

## 服役列表
| 艦名         | 番號   | 下單      | 下水       | 服役      |
| ------------ | ------ | --------- | ---------- | --------- |
| Collins號    | SSG 73 | 1990.2.14 | 1993.8.28  | 1996.7.27 |
| Farncomb號   | SSG 74 | 1991.3.1  | 1995.12.15 | 1998.1.31 |
| Waller號     | SSG 75 | 1992.3.19 | 1997.3.14  | 1999.7.10 |
| Dechaineux號 | SSG 76 | 1993.3.4  | 1998.3.12  | 2001.2.24 |
| Sheean號     | SSG 77 | 1994.2.17 | 1999.5.3   | 2001.2.24 |
| Rankin號     | SSG 78 | 1995.5.12 | 2001.11.7  | 2003.3.26 |

## 命名由來
艦名是以澳洲海軍為國犧牲的偉人來命名
- HMAS Collins號：海軍中將 Sir John Augustine Collins. 生於底洛瑞，塔斯梅尼亞1899.1.7
- HMAS Dechaineux號：艦長 Emile Frank Verlain Dechaineux. 生於朗塞斯頓，1902.10.3
- HMAS Farncomb號：海軍少將 Harold Bruce Farncomb. 生於雪梨，新南威爾斯1899.2.28
- HMAS Rankin號：總司令 Robert William Rankin. 生於科巴，新南威爾斯 1907.6.3
- HMAS Sheean號：水手 Edward Sheean. 生於貝林頓，塔斯梅尼亞 1923.10.23
- HMAS Waller號：艦長 Hector MacDonald Laws Waller. 生於貝拉納，維多利亞 1900.4.4

## 週邊消息
2004年，澳洲廣播公司出版一節目澳洲七大工程學奇觀，節目中拍攝柯林斯級建造過程，排名第六。

## 外部連結
- Virtual tour of this and other Australian Navy ships
- RAN Submarines （页面存档备份，存于）
- McIntosh-Ipscott Report entitled Report to the Minister for Defence on the Collins Class Submarine and Related Matters
- ABC TV 7.30 Report - Are leaky Collins class subs all washed up?
- HMAS Stirling overview
- Australian Submarine Corporate homepage （页面存档备份，存于）
- ABC - The Seven Engineering Wonders of Australia （页面存档备份，存于）